# Roze pronkridder
De roze pronkridder (Calocybe carnea) is een schimmel behorend tot de familie Lyophyllaceae. Hij leeft saprotroof op de grond, vooral in graslanden en grazige bermen, ook in tuinen, parken en open loofbossen, zelden in naaldbos, op humeuze, (matig) voedselrijke, zandige en lemige bodems.

## Kenmerken

### Uiterlijke kenmerken
Hoed
De hoed heeft een diameter van 1,2 tot 5 cm. De vorm is aanvankelijk licht bol, daarna plat. Het oppervlak is aanvankelijk licht vezelig-vlokkig, daarna kaal, vleesroze tot zalmkleurig. Het is niet hygrofaan.
Lamellen
De lamellen zijn wit en staan dicht bij elkaar.
Steel
De steel heeft een lengte van 2,5 tot 4 cm en een dikte van 2 tot 5 mm. Het is verlengd aan de bovenkant (tot 15 mm), buisvormig. Het oppervlak is droog, dezelfde kleur als de hoed.

### Microscopische kenmerken
De sporen 4–6,5 × 2–3,5 µm, elliptisch, glad, inamyloïde. Cystidia ontbreken. Hyfen in de hoedhuid hebben een diameter van 3,5 tot 7 µm. Er zitten gespen in de hyfen.

## Ecologie
De paddenstoel groeit op de grond in weilanden, in parken, botanische tuinen, in struikgewas, minder vaak in bossen. Vruchtlichamen zijn meestal te vinden van juli tot oktober.

## Verspreiding
De roze pronkridder komt voor in Noord-Amerika, Europa en Nieuw-Zeeland.

## Naamgeving
Dit taxon werd beschreven in 1792 door Jean Baptiste François Bulliard. Hij noemde het Agaricus carneus. De paddenstoel heeft in de loop der jaren vele naamsveranderingen ondergaan.  De huidige naam, geaccepteerd door Index Fungorum, werd in 1962 gegeven door Marinus Anton Donk, waardoor het werd overgebracht naar het geslacht Calocybe. De soortaanduiding carnea, is afgeleid van het Latijn voor "vleeskleurig". De geslachtsnaam is afgeleid van de Oudgriekse termen kalos "mooi" en cubos "hoofd".

## Foto's

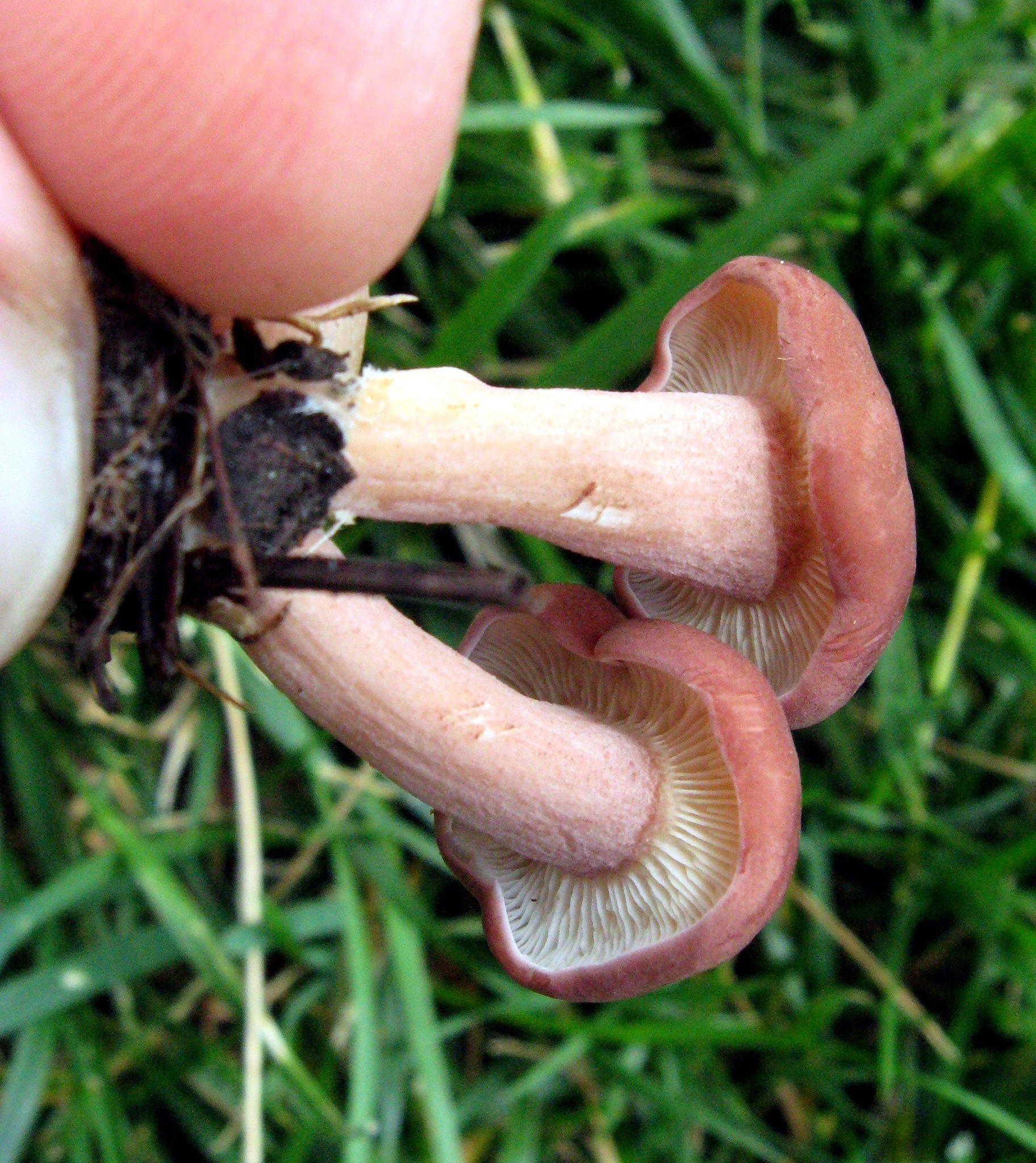
Lamellen
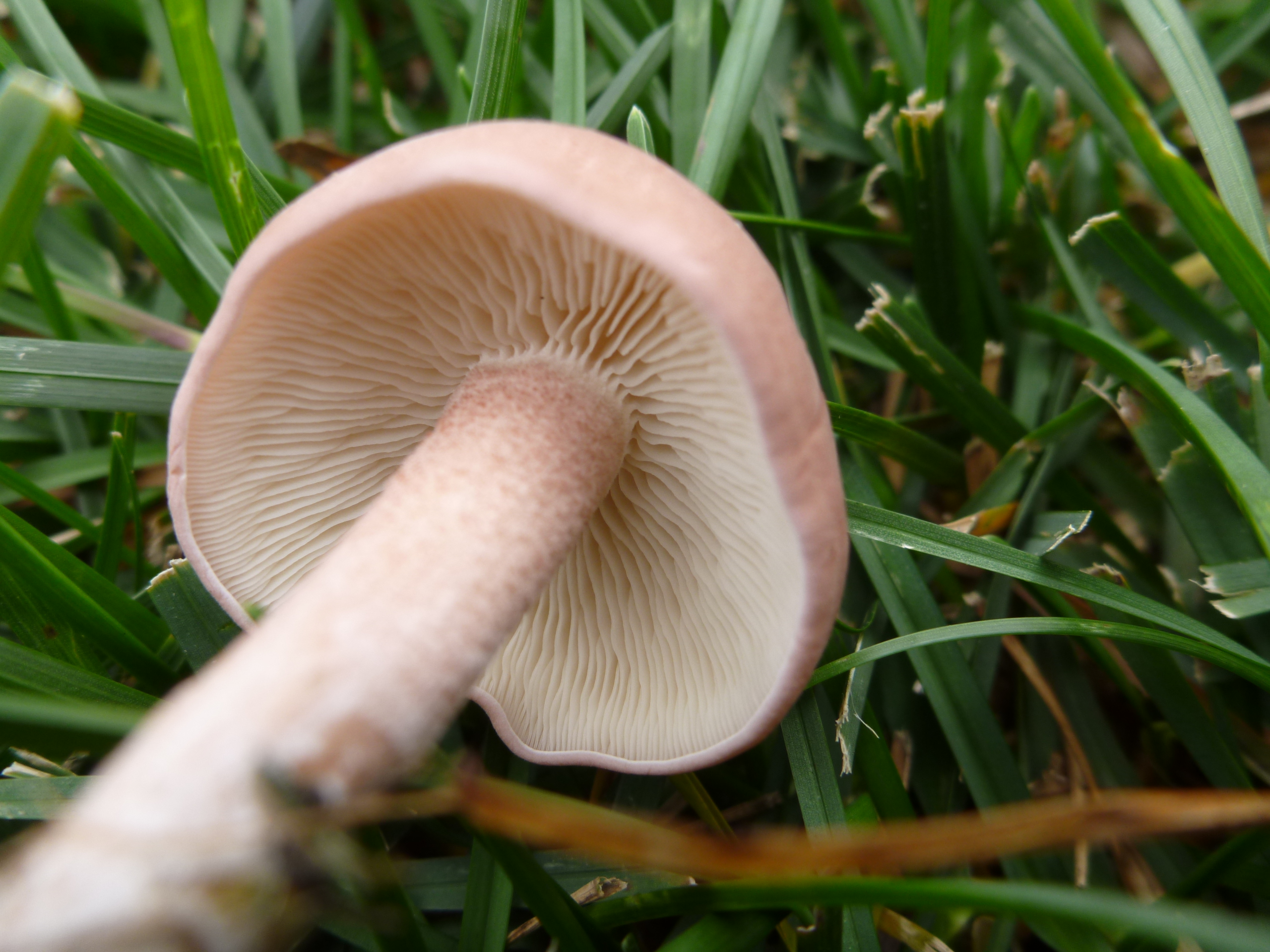
Lamellen
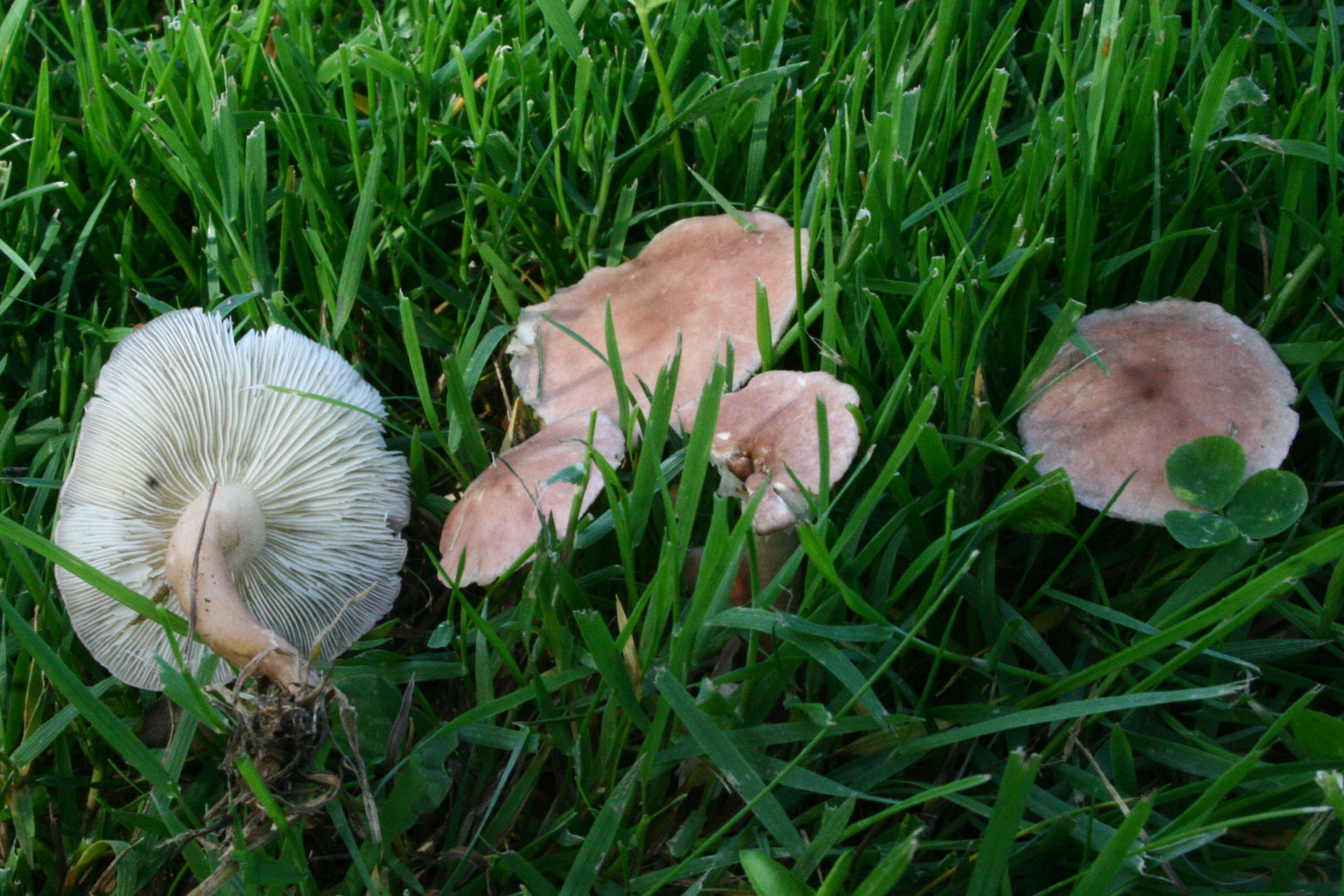
Meerdere exemplaren
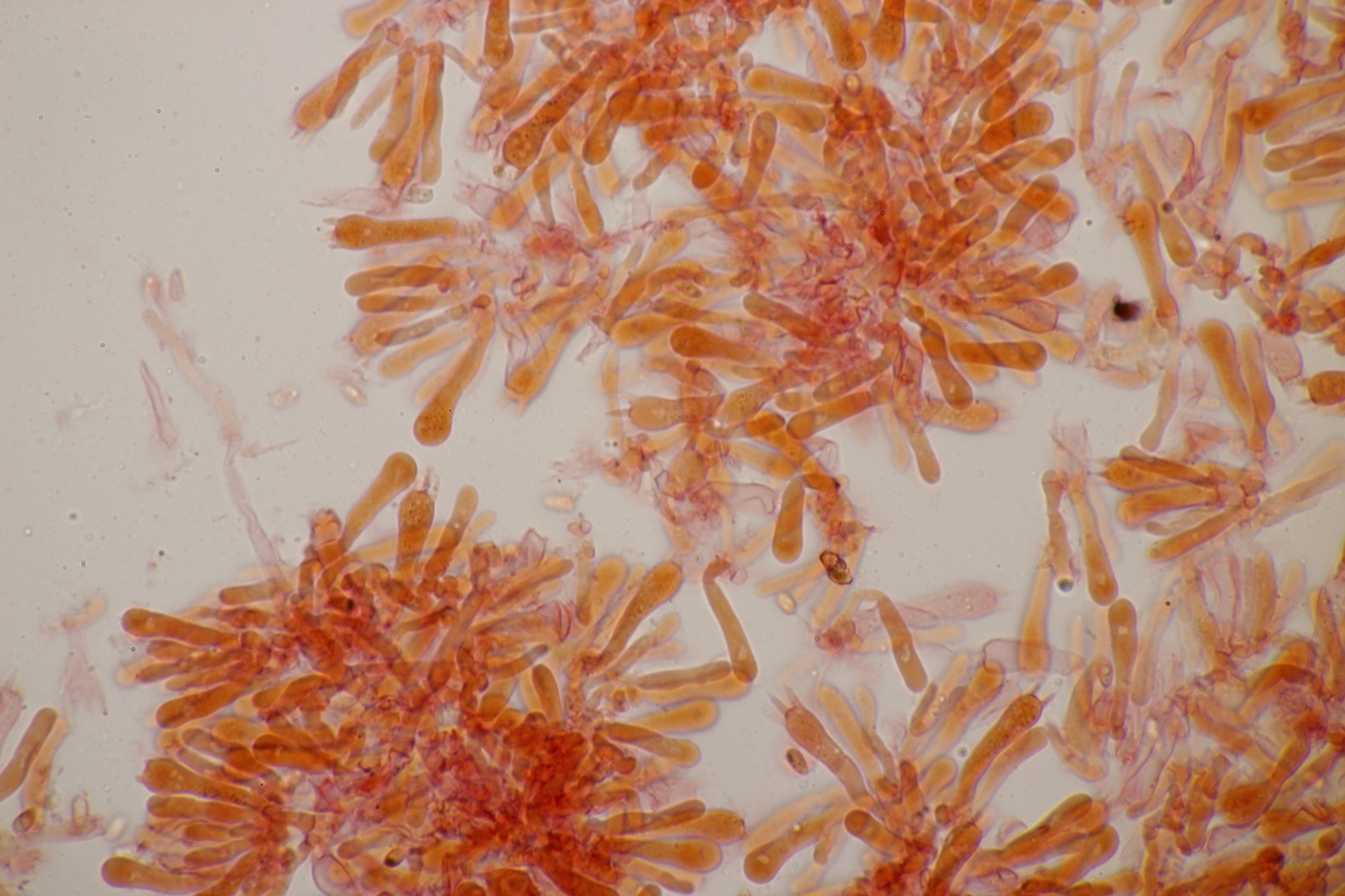
Microscoop foto
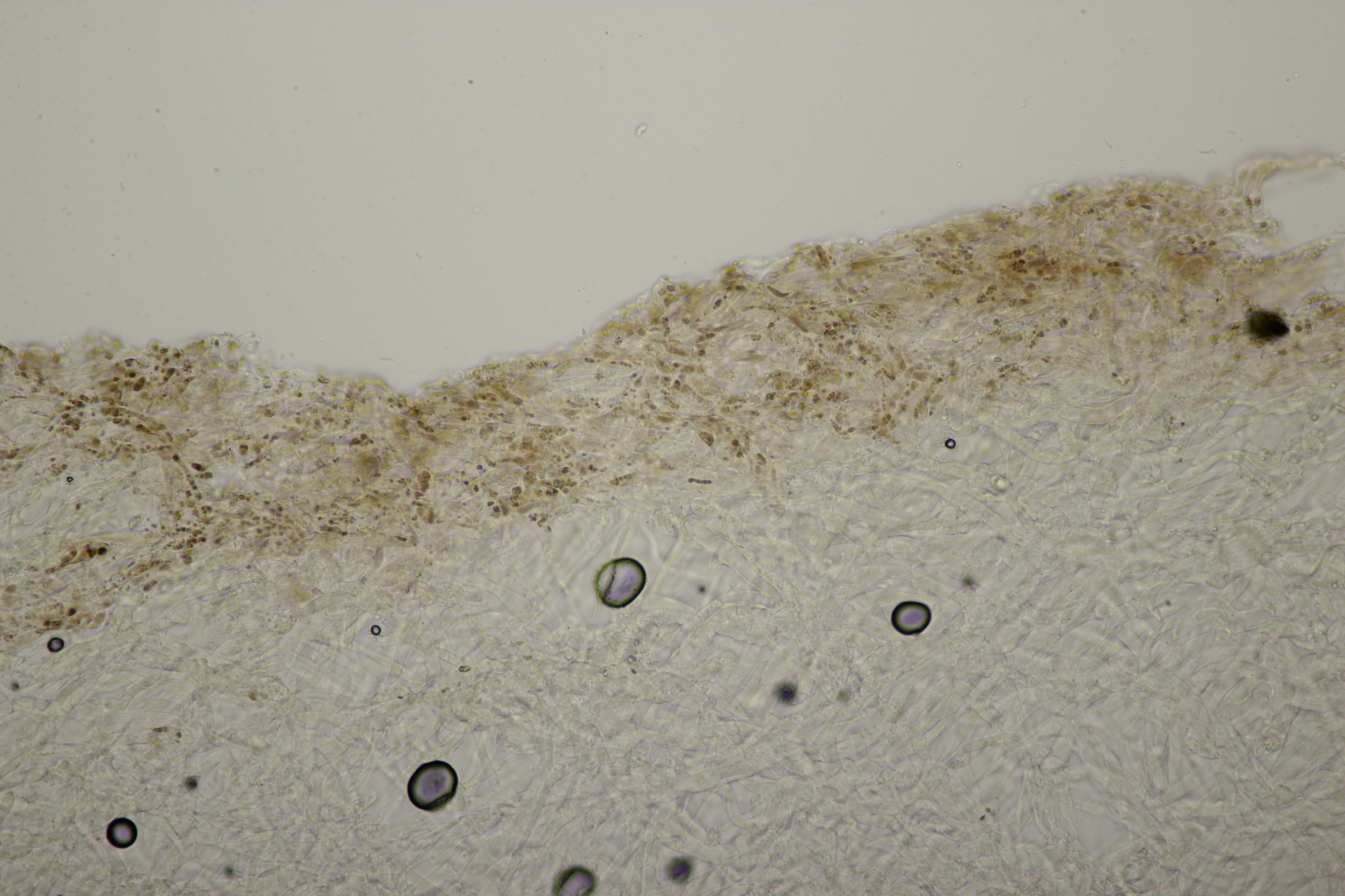
Microscoop foto